# Marie-Cécile Gros-Gaudenier
Marie-Cécile Gros-Gaudenier (18 giugno 1960) è un'ex sciatrice alpina francese, vincitrice della Coppa del Mondo di discesa libera nel 1982.

## Biografia
Specialista della discesa libera originaria di Scionzier, in Coppa del Mondo Marie-Cécile Gros-Gaudenier ottenne il primo risultato di rilievo il 26 gennaio 1979 a Schruns, giungendo 8ª in combinata, e tre podi, tutti in discesa libera nella stagione 1981-1982: il primo fu la sua unica vittoria, il 18 dicembre a Saalbach, l'ultimo fu il 2º posto conquistato a Grindelwald il 13 gennaio. Tale piazzamenti, assieme ad altri buoni risultati stagionali, le permisero di conquistare la Coppa di specialità di quella stagione con 3 punti di vantaggio su Doris De Agostini e Holly Flanders; nello stesso anno ai Mondiali di Schladming 1982 si classificò 11ª nella discesa libera, mentre a quelli di Bormio 1985 nella medesima specialità fu 14ª.
L'ultimo piazzamento della sua attività agonistica fu il 13º posto ottenuto nella discesa libera di Coppa del Mondo disputata a Vail il 2 marzo 1985; non prese parte a rassegne olimpiche. È madre della sciatrice alpina e sciatrice freestyle Aude Aguilaniu, a sua volta atleta di alto livello.

## Palmarès

### Coppa del Mondo
- Miglior piazzamento in classifica generale: 15ª nel 1982
- Vincitrice della Coppa del Mondo di discesa libera nel 1982
- 3 podi (tutti in discesa libera):
  - 1 vittoria
  - 2 secondi posti

#### Coppa del Mondo - vittorie
| Data             | Località | Paese   | Specialità |
| ---------------- | -------- | ------- | ---------- |
| 18 dicembre 1981 | Saalbach | Austria | DH         |

Legenda:

DH = discesa libera

### Campionati francesi
- 2 medaglie (dati parziali, dalla stagione 1981-1982):
  - 2 ori (discesa libera[senza fonte] nel 1982; discesa libera[senza fonte] nel 1984)